# Jorge Próspero de Verboom
Jorge Próspero de Verboom, en neerlandés Joris Prosper Verboom (Amberes, 1665-Barcelona, 19 de enero de 1744), fue un ingeniero militar español de origen flamenco, primer marqués de Verboom, capitán general y fundador del Real Cuerpo de Ingenieros, aprobado por Real Decreto de Felipe V el 17 de abril de 1711.

## Biografía
Su padre fue Cornelio Verboom, que a finales del siglo XVII era el ingeniero mayor de los Países Bajos españoles. Prestó grandes servicios a la Corona en los Países Bajos y el Franco Condado, como la construcción de las ciudadelas de Besanzón y de Dole. Su hijo Jorge Próspero, alumno destacado de la Academia Militar de Bruselas, le sucedió en el cargo cuando falleció en 1692. Participó en el sitio de Namur de 1695 y durante la guerra de sucesión española colaboró con el célebre ingeniero militar francés Vauban.
En 1709 fue convocado a España a propuesta del marqués de Bedmar, que había podido apreciar su talento en las distintas jornadas en que le había tenido a sus órdenes. El rey le encargó organizar el cuerpo de ingenieros militares españoles, nombrándole por Real decreto del 13 de enero de 1710 ingeniero general «de todos los Reales Ejércitos, Plazas y Fortificaciones de todos los reinos provincias y Estados de S. M.». El Real decreto especificaba que se le daban:

...todas las honras y execuciones que os pertenecen por razón de dicho puesto, el cual os he conferido para que atendáis a todas las funciones que se ofrecieren de este cargo, tanto en mis ejércitos como en los sitios de plazas, ciudades, villas, puertos de mar y de tierra, presidios castillos y bombardeos, formar líneas de circunvalación y contravalación, cuando fuere necesario; señalar y ordenar las trincheras, baterías y demás obras que hallaréis convenir para reducirlos a nuestra obediencia, como así mismo hacer y ordenar las disposiciones para las defensas, cuando el caso lo requiera, corriendo por vuestra dirección todas las fortificaciones que se hicieren en sus plantas y proyectos para hacer nuevas plazas, mudar o añadir fortificaciones a las antiguas, extinguir y deshacer las inútiles para que Yo pueda hacer juicio de ellas y daros las órdenes que convinieren a Mi servicio y para que en su consecuencia hagáis o mandéis hacer los ajustes y precios de ellas, para mayor bien y ventaja de Mi servicio; y a este fin os encargo y mando que hagáis examen de los ingenieros que se presentaren para entrar en Mi servicio y ejercer este empleo, dándoles los testimonios según su mérito e inteligencia en este arte, para que sepan ejecutar las obras en la forma y realidad que requiere dicho arte y fábrica de ellas...

El 4 de julio de 1710, Verboom propuso un plan de organización para los nueve ingenieros disponibles (siete llegados de Flandes y dos de Francia), «...más los que pudiere aquí reclutar..., y los pocos que de antes quedaran...».
Indicaba que debían tener las categorías de ingeniero director, ingeniero segundo e ingeniero ordinario y así mismo proponía que todos ellos tuvieran asimilación militar, pues «...además de que existe ya en la Artillería, los Ingenieros necesitan los grados, tanto para dar consideración a las funciones de su empleo, como para adelantarse, no siendo razón que este género de oficiales que trabajan más y están más expuestos a los peligros de la guerra que cualesquiera otros, se hallaren sin ellos...».
Puesto a trabajar en el proyecto, Verboom fue herido y hecho prisionero en la sangrienta y desdichada batalla de Almenar, el 27 de julio de 1710. Conducido a Barcelona, en el tiempo que permaneció en esta ciudad completó y dio forma definitiva al proyecto de organización del Cuerpo de Ingenieros, que remitió al rey Felipe y este aprobó en un Real decreto expedido en Zaragoza el 17 de abril de 1711. Llevado prisionero a Viena, permaneció allí hasta 1712, con la apertura de las negociaciones de paz con los austríacos que precedieron al tratado de Utrecht.
Verboom se dedicó a poner en práctica sus ideas y a la constitución del nuevo Real Cuerpo, con tanto éxito que siete años después, en 1718, pudieron destinarse cincuenta ingenieros bajo su mando a la expedición de Sicilia, mandada por su antiguo camarada y compatriota Juan de Bette, marqués de Lede, y distinguiéndose particularmente en la toma de la ciudadela de Mesina, empresa que después le valió el que un ingeniero tan ilustre como Manuel Varela Limia dijera que «en ella se había mostrado Verboom uno de los ingenieros más distinguidos del siglo».
Planeó técnicamente el sitio de Barcelona, que duró catorce meses, entre 1713 y 1714. Al frente de los ingenieros emprendió además la dura tarea de reformar el sistema defensivo y promover las obras públicas del reino, dando un extraordinario impulso a todos los trabajos emprendidos mediante constantes y continuas visitas a los proyectos emprendidos.
En 1715, se encargó de la construcción de la Ciudadela de Barcelona, de tan pésima fama, para lo que hubo de arrasar parte del medieval barrio de La Ribera. Asimismo, Felipe V le ordenó proyectar un nuevo barrio en el puerto de Barcelona, en una zona insalubre denominada Marvella, actualmente La Barceloneta, para alojar a los expulsados de La Ribera. La construcción del barrio en sí, que Verboom ya había diseñado en 1719, no comenzó hasta 1753, bajo nuevo proyecto y dirección del ingeniero militar Juan Martín Cermeño. Se urbanizaron una quincena de calles atravesadas por otras nueve, paralelas a la costa, con casas de planta baja y un solo piso para que no impidiesen la acción de las baterías de la Ciudadela.
Otras obras que realizó fueron la Ciudadela de Seo de Urgel, construcción de cuarteles, hospitales, almacenes y obras civiles, como puertos (Barcelona, Málaga...), canales de riego (Murcia, Lorca...) y caminos.
Participó en la expedición española a Cerdeña y Sicilia (1717–1718), donde dirigió el sitio de Mesina (1718) y recuperó la Seo de Urgel. De 1721 a 1727 se encargó de importantes obras en diversos puntos de España, entre ellos proyectó un plano sobre la defensa de Ceuta, las construcciones de la bahía de Algeciras destinadas a la defensa frente a Gibraltar, entre las que destacan la línea de contravalación de Gibraltar (1731-1735) en el solar en el que hoy se asienta la ciudad de La Línea de la Concepción, y el trazado urbano de Algeciras.
Para facilitar la educación de oficiales del ejército y su admisión en el Real Cuerpo de Ingenieros, estableció en Barcelona la Real Academia Militar de Matemáticas y Fortificación (1720) a imitación de la fundada por Carlos de Aragón, duque de Villahermosa, capitán general de Flandes, en 1675 con el nombre de Academia Real y Militar del Exercito de los Payses-Baxos en Bruselas, cuyo primer director fue Sebastián Fernández de Medrano, en la que Verboom había estudiado.
En 1725 dentro de la inspección general del estado de las fortificaciones existentes en España viajo a Pamplona donde permaneció hasta septiembre de 1727, allí preparó el proyecto general de fortificaciones de la ciudad que remitió para la aprobación de Felipe V el 28 de mayo de ese año, y que convirtió en el proyecto oficial que se siguió durante todo el siglo XVIII.
En 1726 proyectó la fortificación de la villa de Santoña, donde el rey pensaba reconstruir un astillero permanente para la Marina Real. De esta manera se evitarían incursiones como las que sufrió Santoña en 1719 por una flota anglo-francesa y en 1639 por la flota del arzobispo de Burdeos. El proyecto no se llevó a cabo porque el astillero se trasladó finalmente a Guarnizo.
Dio consejos e hizo ejecutar obras similares en la costa de África y en diversos puntos de la de España para ponerlas en el mejor estado de defensa posible. Todo ello aumentó el crédito de Verboom, con lo que Felipe V le concedió en enero de 1727 el título de marqués de Verboom, «por más honrraros, y sublimar buestra persona y Casa, y para que de ella y de vuestros señalados méritos y servicios quede perpetua memoria». Ese mismo año intervino con sus ingenieros en el sitio de Gibraltar, aunque se retiró de él por discrepancias con su jefe, Cristóbal de Moscoso, conde de las Torres, afirmando que el único plan susceptible de tener algún éxito en el Peñón consistía en desencadenar un ataque desde el sur y por mar.
En 1732 participó en la campaña militar de la conquista de Orán con la construcción de caminos, y levantó el plano de la ciudad de Orán y sus fortificaciones.
El 17 de noviembre de 1737 fue ascendido a capitán general de los Reales Ejércitos. En 1731 había sido nombrado gobernador de la Ciudadela de Barcelona y desempeñó el cargo hasta su fallecimiento seis años después, a la edad de 77 años, siendo enterrado en la capilla de la misma ciudadela.
Tuvo dos hijos, ingenieros también, y una hija que casó con el teniente general de Roben, que sucedió a su suegro en el gobierno de la Ciudadela de Barcelona.